# Evil (wrestler)
Takaaki Watanabe (渡辺 高章?, Watanabe Takaaki; Mishima, 26 gennaio 1987) è un wrestler giapponese meglio noto come Evil, sotto contratto con la New Japan Pro-Wrestling.

## Personaggio

### Mosse finali
- Darkness Falls (Fireman Carry Spinebuster)
- Death Scorpion (Sharpshooter)
- Everything is EVIL (STO)

### Manager
- Dick Togo

## Titoli e riconoscimenti
- New Japan Pro-Wrestling
  - NEVER Openweight 6-Man Tag Team Championship (6) – con Bushi e Sanada (3), con Bushi e Shingo Takagi (1) e con Sho e Yujiro Takahashi (2)
  - NEVER Openweight Championship (3)
  - IWGP Tag Team Championship (2) – con Sanada
  - IWGP Heavyweight Championship (1)
  - IWGP Intercontinental Championship (1)
  - World Tag League (2017–2018) – con Sanada
  - IWGP Triple Crown Champion
- Pro Wrestling Illustrated
  - 71º tra i 500 migliori wrestler singoli secondo PWI 500 (2017)[1]
- Wrestling Newsletter Observer
  - Best Gimmick (2017) come membro dei Los Ingobernables de Japon